# BTR-80
Le BTR-80 (en russe : БТР-80, sigle de Бронетранспортёр - 80 моде́ль (Bronetransportior - 80 model), soit « transport blindé - modèle 80 ») est un véhicule blindé de transport de troupes à 8 roues motrices de conception soviétique. Il est amphibie et peut transporter 3 membres d'équipage et 7 fantassins. Il remplace les BTR-60 et BTR-70 au sein de l'armée russe.

## Développement
Le developpement du véhicule a commencé au début des années 1980 au bureau d'études de l'usine automobile de Gorki (GAZ) sous la direction des ingénieurs Vasily A. Dedkov et Igor Mukhin. Le développement du BTR-80 a été motivé par le besoin d'améliorer les véhicules de transport de troupes existants pour offrir une meilleure protection, une mobilité accrue, et une plus grande efficacité au combat. Le principal défaut de son prédécesseur se trouvait au niveau du moteur, il était propulsé par deux moteurs à essence peu fiable et avec une consommation de carburant élevé. Pour remédier à ce problème il a été décidé de remplacer les deux moteurs par un seul moteur diesel plus puissant. Les trappes de sortie du véhicule ont également été amélioré en les agrandissant et les rehaussant légèrement.
Le BTR-80 a été accepté en service dans l'armée Soviétique en 1986.

## Description
Le blindage assure une protection contre les éclats de projectiles du champ de bataille et une protection contre les calibres 7,62 mm et inférieurs. Mais les munitions perce-blindages 7,62 × 54 mm R BS gs (Indice GRAU : 7N37) à pointe de tungstène traversent ce blindage frontal.
Il est muni d'une mitrailleuse KPVT de 14,5 mm et d'une mitrailleuse coaxiale PKT de 7,62 × 54 mm. 6 lance-grenades fumigènes sont placés sur la tourelle. La version BTR-80A intègre une tourelle de 30 mm.
Le poste de conduite est situé à l'avant du véhicule, le compartiment des passagers est situé au milieu et le moteur est situé à l'arrière du châssis afin d'améliorer la répartition du poids et les capacités amphibies. Cependant, une telle disposition a également entraîné une entrée et une sortie inconfortables pour les passagers.
Sept trappes de tir spécialement conçues pour les armes d'assaut russes (les séries AK) sont présentes sur les côtés. En cas d'embuscade, les fantassins peuvent insérer leurs armes d'assaut dans ces trappes et riposter tout en restant à l'abri. Les trappes sont très simples à utiliser : il suffit aux fantassins d'insérer leurs armes horizontalement et, une fois à l'intérieur, de les redresser à la verticale pour clipper l'arme dans un anneau. Une fois clippée, l'arme pivote sur roulement sphérique ce qui apporte une grande maniabilité et aussi une grande précision du fait que l'arme a moins tendance à se cabrer lors des tirs.
Le BTR-80 peut être exploité avec une formation minimale.

## Variantes

### Russie

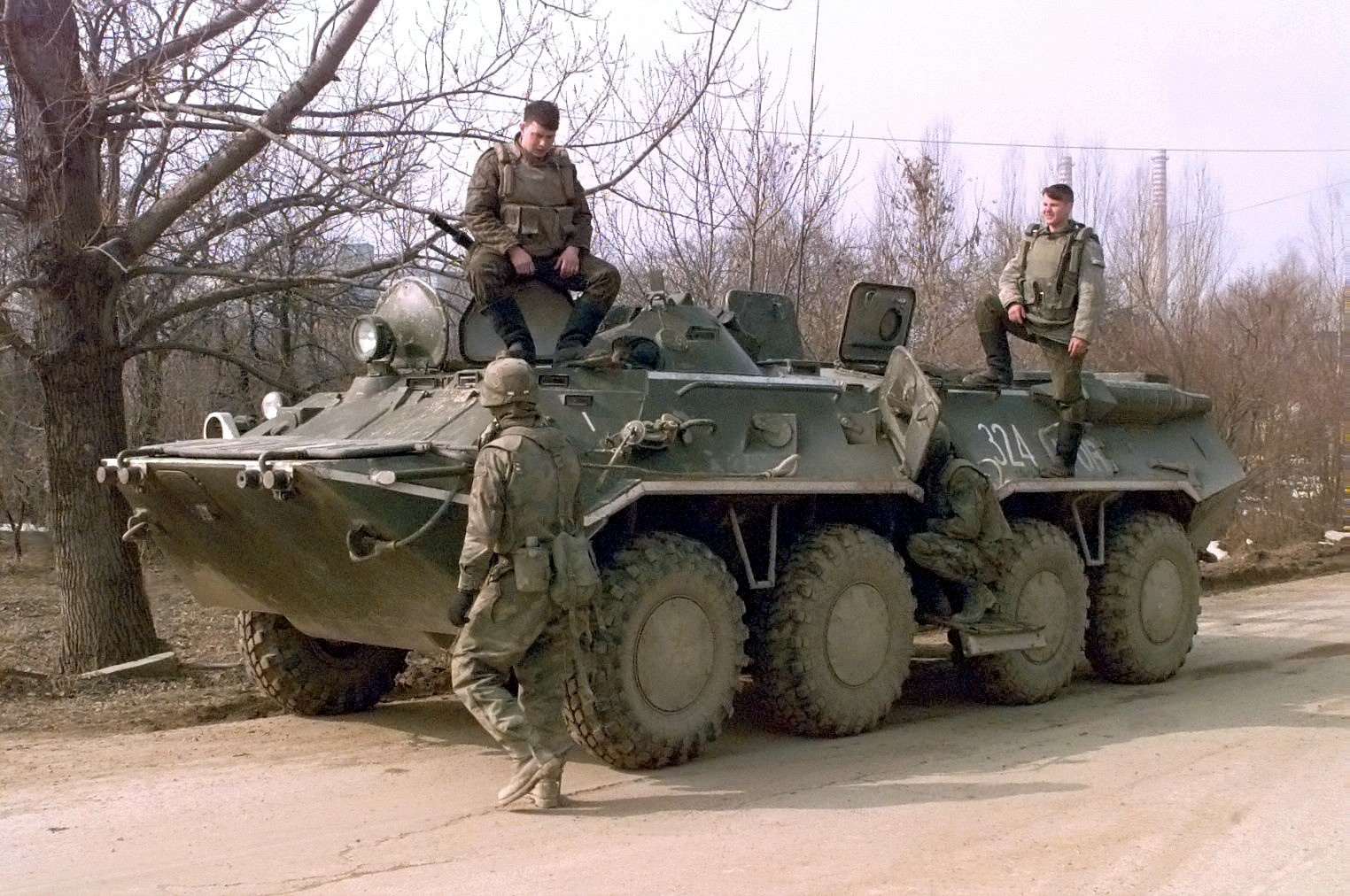
Un BTR-80 des forces parachutistes russes en république serbe de Bosnie en 1996.

- BTR-80 (GAZ-5903) - Blindé de base.
  - BTR-80M - Modèle amélioré avec un moteur de 240 chevaux et avec de nouveaux pneus. Produit depuis 1993.
- BTR-80K (GAZ-59031) (komandnyj) - Véhicule de commandement avec une antenne télescopique, un appareil de navigation TNA-4 et des équipements de radio des séries R-168. Il y a des emplacements de rangement pour un téléphone de campagne et une bobine avec 500 mètres de câble téléphonique. Pour assurer des communications ininterrompues, le véhicule de commandement est équipé de deux radios VHF véhiculaires et d'un récepteur, de deux radios VHF déportées pour le fonctionnement extérieur, d'un interphone et d'un équipement de commutation pour 6 utilisateurs. Le design du BTR-80K est quasiment identique aux autres BTR-80 ce qui permet de dissimuler le poste de commandement au sein d'une unité[3].
- BTR-80A (GAZ-59034) - Véhicule de combat d'infanterie avec un canon 2A72 de calibre 30 mm et de 300 coups par minute pour l'arme principale. La tourelle est surnommée BPPU et est équipée avec une visée 1PZ-9 pour le jour et d'une visée TPN-3 ou TPN-3-42 "Kristall" pour la nuit.
  - BTR-80S - Variante du BTR-80A mais équipée d'une mitrailleuse lourde KPV.
  - BTR-80AK - Variante pour le commandement du BTR-80A avec deux antennes dans les coins arrière et avec seulement un poste de tir sur le côté droit de la coque.
    - BRDM-3 (bronirovannaya razvedivatel’no-dozornaya mashina) - Véhicule de reconnaissance basé sur le BTR-80AK et avec un nouvel équipement de vision (jour et nuit) en face de la place du commandant. L'équipage est composé de 6 personnes (attention à ne pas confondre le BRDM-3 et le BRDM-2 lance-missiles antichars 9P148).

  - BTR-82A - Dernière version disposant d'un blindage renforcé, d'un système de vision nocturne TKN-4GA-02, d'un système de navigation GLONASS et d'un moteur de 300 ch. Le prototype a été exposé pour la première fois en novembre 2010. Certaines versions du BTR-82A peuvent emporter un canon de calibre 30 mm[4].
    - BTR-82AM - version améliorée du BTR-80 porté au standard BTR-82A
    - BTR-82AT - version améliorée du BTR-82A avec l'ajout d'un système d'imagerie thermique pour le tireur. il peut être équipé de missiles 9M133 Kornet et d'un blindage cage
    - BTR-82V - BTR-80 dont le chassis est porté au standard BTR-82A tout en gardant la mitrailleuse KPVT. Développé pour la garde nationale russe
    - BTR-87 - Modification d'un BTR-82A par le placement du moteur à l'avant droite du véhicule, déplaçant la tourelle au milieu du véhicule et permettant aux troupes de débarquer par l'arrière du véhicule
- 2S23 Nona-SVK - Véhicule d'appui équipé d'un mortier de calibre 120 mm 2A60 identique à ceux équipant le 2S9 et composé d'un équipage de quatre personnes.

### Corée du Nord
- M2010 8×8 – À la suite de l'acquisition de 32 BTR-80A, la Corée du Nord semble avoir produit et mis en service une version locale du véhicule sous une désignation inconnue. Ce modèle transporte 3 membres d'équipage et 7 à 8 soldats, et est équipé d'une tourelle indigène comportant deux mitrailleuses de 14,5 mm et une mitrailleuse de 7,62 mm. D'autres caractéristiques, comme la protection, le positionnement du moteur, les points d'entrée et de sortie, ainsi que les capacités amphibies, sont similaires à celles du BTR-80. Il est connu officieusement sous le nom de M-2010 ou Chunma-D, puisqu’il est apparu pour la première fois lors d’un défilé militaire en 2010.
- M2010 6×6 – Version 6×6 du BTR-80A développée par la Corée du Nord pour le transport de troupes et de matériel sous blindage, ainsi que pour la reconnaissance. Il transporte 3 membres d'équipage et 6 soldats, et est équipé de la même tourelle indigène. Une porte est présente de chaque côté du châssis. Les autres caractéristiques, notamment la protection, le positionnement du moteur et les capacités amphibies, restent similaires. Un lanceur MANPADS peut être installé sur la tourelle.

### Colombie
BTR-80 CARIBE : Version avec une mitrailleuse calibre 50 à la place de la KPVT.

### Hongrie
- BTR-80M – Version modernisée avec une lunette de visée passive jour/nuit KM-1M sur le toit, un coffre de rangement pour bouteilles d'eau sur le côté gauche du châssis, un système amélioré de protection NRBC et un ensemble radio Kronsberg.
- BTR-80 GKKO – Version sans tourelle avec équipement d'observation. Prototype.
- BTR-80 MPAEJ (műszaki páncélozott akadály elháritó jármű) – Version non armée pour le génie militaire sans tourelle. En service.
- BTR-80 MPFJ (műszaki páncélozott felderitő jármű) – Véhicule de déminage non armé, sans tourelle. En service.
- BTR-80 MVJ (mentő-vontató jármű) – Véhicule de dépannage et de récupération équipé d'une grue et d'un treuil. En service.
- BTR-80 SKJ (sebesült kihordó jármű) – Version ambulance fortement modifiée avec un compartiment pour les blessés plus spacieux.
- BTR-80 VSF (vegyi-sugár felderítő jármű) – Véhicule de reconnaissance NRBC. En service.

### Roumanie
- TAB Zimbru (B33) : Version roumaine du BTR-80 avec un nouveau moteur 1240 V8-DTS de 268 CH et 500 cartouches additionnelles de 7,62 mm.
- Zimbru 2000 – Une version améliorée avec une coque plus grande, un nouveau moteur Deutz BF6M 1013FC de 285 ch (212 kW), une nouvelle transmission Allison-MD 3060 PR, etc. Peut être équipée d'une nouvelle tourelle, telle que l'OWS 25R. Prototype.

### Ukraine
BTR-3 : Version ukrainienne du BTR-80 avec un canon de 30 mm et une mitrailleuse coaxiale de 7,62 mm, il peut également emporter un lance-grenades automatique (type AGS) ainsi que différents types de missiles antichar (Konkours, Kornet, Metis, Skif...) elle peut transporter jusqu'à 6 passagers et 3 membres d'équipage.

### Algérie
BTR-80 amélioré : Version algérienne avec une tourelle qui a été redessinée et sur laquelle on a adjoint un système électro-optique pour la vision jour / nuit, un dispositif de visée et deux tubes de missiles Kornet. Le bloc optronique se compose d’une caméra thermique JIM-LR de Sagem qui permet la détection d’un piéton à plus de 5,3 km et son identification à 950 mètres de distance, et un véhicule peut être détecté à plus de 8 km. Elle dispose d’un télémètre laser intégré. L’image recueillie est projetée sur l’écran du tireur et du chef de blindé. Le BTR-80 garde son canon principal de 14,5 mm KPVT. Il peut détruire des cibles volant à basse altitude,  avion, hélicoptères ou drones. En 2025, des exemplaires sont également dotés du 
viseur PASEO de Safran.

## Utilisateurs
Près de 9 000 BTR-80 sont répartis dans les diverses armées du monde[Quand ?]:
- Afghanistan - 10
- Angola - 10
- Algérie - 800
- Arménie - 50
- Azerbaïdjan[8]- 70
- Bangladesh - 700
- Biélorussie [9]- 195
- Cameroun - 27 BTR-80/80A
- Colombie - 6
- Corée du Nord - 10 BTR-80A
- Côte d'Ivoire - 06 BTR-80
- Djibouti
- Estonie - 32
- Finlande - 2 pour divers tests
- Géorgie - 83
- Haut-Karabagh
- Hongrie - 513 BTR-80 et 178 BTR-80A
- Inde
- Indonésie
- Iran - 850
- Irak - 50 BTR-94, 98 BTR-80UP.
- Kenya - 8 BRDM-3 reçus fin 2011, commande potentielle d'un total de 88[10]
- Kazakhstan - 100 BTR-80, 30 BTR-80A
- Kirghizistan - 454
- Tadjikistan - 40
- Macédoine - 60
- Mongolie - 450
- Moldavie - 11
- Ouzbékistan - 290
- Roumanie - 70 TAB Zimbru
- Russie - 3500-4000 BTR-80/80A
- Soudan - 30 BTR-80A
- Sri Lanka - 33 BTR-80/80A
- Tadjikistan - 26
- Turkménistan - 728
- Turquie - 240
- Ukraine - 444
- Yémen - 100

## Conflits
- Guerre soviéto-afghane
- Première guerre du Haut-Karabagh (1988-1994)
- Guerre civile géorgienne
- Guerre du Dniestr
- Guerre civile du Tadjikistan
- Première guerre de Tchétchénie
- Seconde guerre de Tchétchénie
- Invasion du Daghestan
- Guerre en Afghanistan
- Guerre d'Irak
- Guerre russo-géorgienne
- Guérilla en Ciscaucasie
- Guerre civile syrienne
- Seconde guerre civile irakienne
- Guerre civile sud-soudanaise
- Guerre du Donbass
- Guerre Russo-Ukrainienne 2022 : Le BTR-82A prend part au conflit en Ukraine dans les deux camps. Selon le site d'analyse en sources ouvertes Oryx, au 3 janvier 2024, au moins 592 BTR-80 russes ont été détruits[11], toutes versions confondues, et au moins 100 pour l'Ukraine[12]. Plusieurs vidéos ont circulé sur les réseaux sociaux qui montrent que le BTR-82A a été largement utilisé lors siège de Marioupol[13].